# Kobylnice (Koroužné)
Kobylnice (německy Zuberstein) je malá vesnice a část obce Koroužné v okrese Žďár nad Sázavou. Nachází se asi jeden kilometry západně od Koroužného. Kobylnice leží v katastrálním území Kobylnice nad Svratkou o rozloze 0,43 km². Do katastrálního území zasahuje část přírodní rezervace Pyšolec.